# フリージアン・ホース
フリージアン・ホース(英語: friesian horse、オランダ語: Fries paard)は、オランダのフリースラント州にその起源をもつウマの品種である。体型は体重の軽い荷馬に似ているが、体格の割には優雅で軽快な馬である。フリージアン・ホースの祖は中世に大陸ヨーロッパ全土で軍馬として非常に活躍したと考えられており、中世前期から中世盛期にかけては体格の大きさから鎧を身に纏った騎士を運んでいたといわれる。中世後期以降はより重い荷馬が必要となって需要が減少し、一時は絶滅の危機に瀕したこともあった。しかし、現代では馬術用のウマや馬車用のウマとして、頭数や人気を再び増やしつつある。直近では、馬場馬術で使われるウマにも使われるようになりつつある。

## 特徴

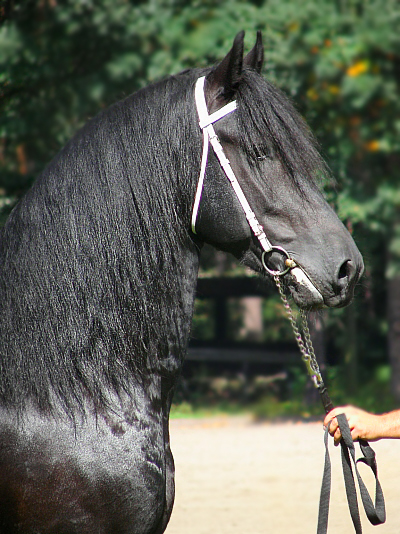
フリージアン・ホースの頭部

フリージアン・ホースには青毛のウマが多いものの、青毛との対立遺伝子である(「赤(e)」)の遺伝子が発現した栗毛のウマもいる。1930年代には栗毛のウマの他にも鹿毛のウマも見られたという。 ほとんどの登録機関によって、純血の個体を登録する際には額に小さな星印をつけている。オランダでは、純血種の種牡馬として登録されるためにはFriesch Paarden Stamboekによる厳しい審査を受けなくてはならない。栗毛の個体は一般的に純血種の種牡馬としては認められないが、騸馬や牝馬の場合は時折認められることもある。現在では、遺伝子検査でも「赤」の遺伝子が存在すれば、青毛であったとしても純血種としては認められなくなっている。一方、アメリカでは純血種の親が証明できれば、アメリカフリージアン・ホース協会によって栗毛の馬も純血種として認められる。

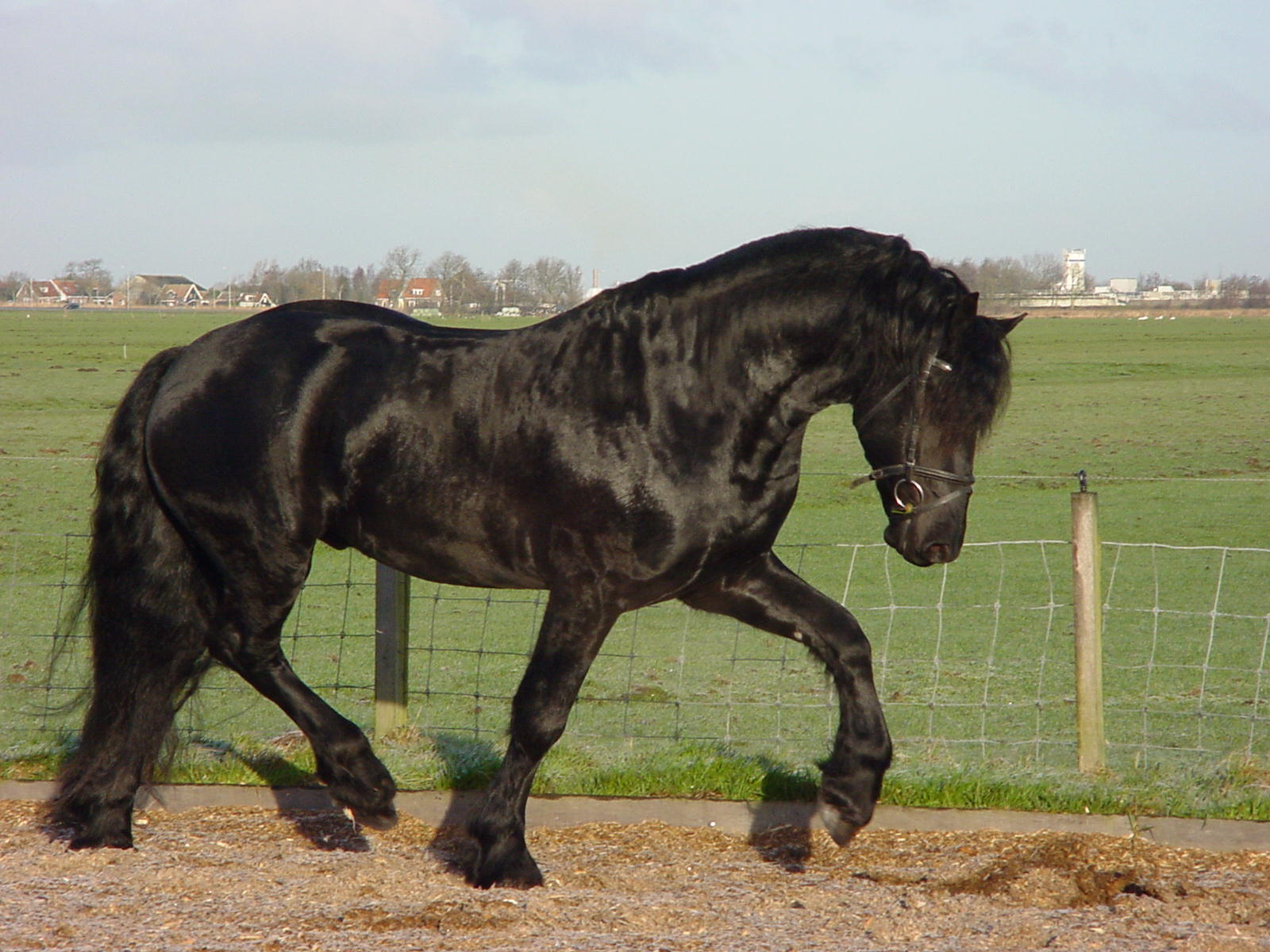
種牡馬のフリージアン・ホース

体高は平均160cm。鬐甲の高さは147～174cmと個体によってさまざまだが、馨甲の高さが157cm以上ないと純血の個体として認められない。その体格と骨の構造からバロック馬の体型であるとされる。アーチ型の長い首を持ち、頭は彫りは深く、耳は「スペイン・タイプ」と呼ばれる小さな耳を持つ。傾斜した肩を持ち、力強くコンパクトで筋肉質な体型をもつ。後四半部は傾斜しており、尻尾は低い位置にある。脚は比較的短いが力強い。たてがみや尻尾は長く分厚く、よく波打っている。下肢部には「フェザー (競走馬)」と呼ばれる長い絹のような毛がある。性格は活発とみなされるが、穏やかで従順な一面もある。活発で高く足を上げたトロットで知られている。今日では、従来の壮健な体格のバロック体型の種類の他、丈夫な骨を持つスポーツ・ホースと呼ばれる体型のフリージアン・ホースもいる。どちらの種類も一般的だが、近年の品評会ではスポーツ型がより人気となっており、バロック型のウマは入手が困難になりつつある。

## 利用

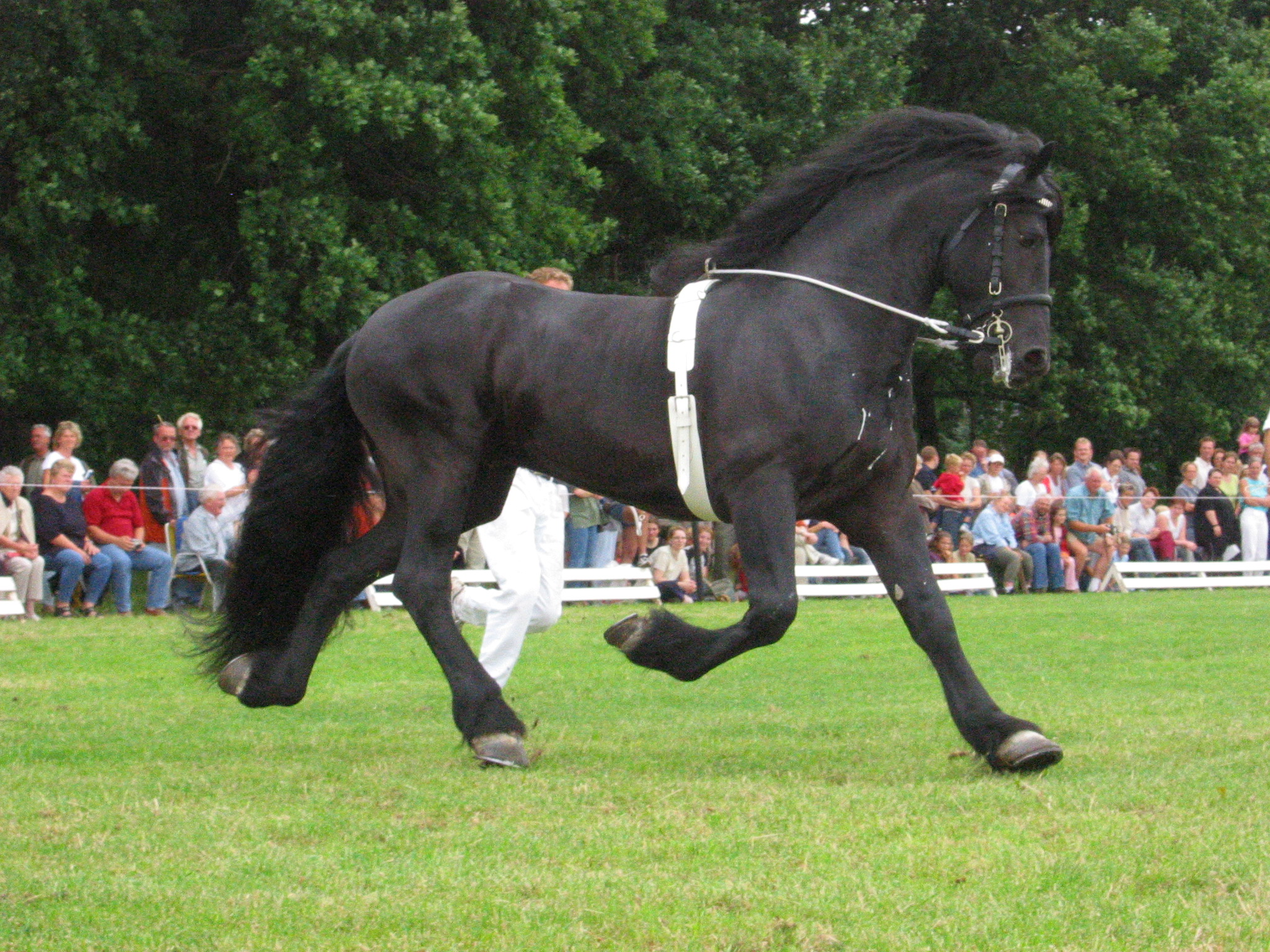
腹帯を纏ったフリージアン・ホース

農業用の個体が減るにつれ、馬車や乗馬に使われるようになっていき、近年では馬場馬術で使われるウマもいる。
人目を惹く外見であり、動きも優雅で、性格も穏やかなことから映画やテレビでよく使われるウマである。様々な式典で馬車を引いていることも多い。